# Les Grands Moments (album, 2012)
Pour les articles homonymes, voir Les Grands Moments.
Albums de Michel Sardou
Confidences et retrouvailles - Live 2011 Live 2013 - Les Grands Moments à l'Olympia
Les Grands Moments est une compilation des plus grands succès de Michel Sardou parue le 22 octobre 2012. Elle contient vingt-huit titres ainsi que cinq chansons à la réorchestration inédite, dont un duo avec le groupe français Les Stentors (Je viens du sud).
Cet opus précède une tournée baptisée du même nom, qui reprend plusieurs des titres présents dans la compilation. Celle-ci passe principalement par le Palais omnisports de Paris-Bercy les 12, 13 et 14 décembre 2012. Prévue initialement pour s'arrêter au printemps 2013, le succès qu'elle rencontre l'amène à être prolongée de juin 2013 à décembre 2013 sous le nom des Grands Moments 2. Cette seconde tournée passe notamment à l'Olympia de Paris pour cinq soirs au mois de juin.
Le best-of s'est écoulé à 115 000 exemplaires et est ainsi certifié disque de platine.

## Liste des titres
| 1.  | Les Lacs du Connemara                           | Michel Sardou - Pierre Delanoë | Jacques Revaux                         | 6:01 |
| 2.  | Je vais t'aimer                                 | Gilles Thibaut                 | Jacques Revaux - Michel Sardou         | 5:26 |
| 3.  | Vladimir Ilitch                                 | Michel Sardou - Pierre Delanoë | Jacques Revaux - Jean-Pierre Bourtayre | 4:39 |
| 4.  | Je viens du sud                                 | Michel Sardou - Pierre Delanoë | Jacques Revaux                         | 4:00 |
| 5.  | Le France                                       | Michel Sardou - Pierre Delanoë | Jacques Revaux                         | 3:54 |
| 6.  | Et mourir de plaisir                            | Michel Sardou - Vline Buggy    | Jacques Revaux                         | 2:55 |
| 7.  | Les Ricains                                     | Michel Sardou                  | Guy Magenta                            | 2:13 |
| 8.  | La Maladie d'amour                              | Michel Sardou - Yves Dessca    | Jacques Revaux                         | 3:29 |
| 9.  | Voler (en duo avec Céline Dion)                 | Michel Sardou                  | Jacques Veneruso                       | 3:47 |
| 10. | L'An mil                                        | Michel Sardou - Pierre Barret  | Jacques Revaux                         | 6:05 |
| 11. | Il était là                                     | Michel Sardou - Pierre Delanoë | Jacques Revaux                         | 4:12 |
| 12. | En chantant                                     | Michel Sardou - Pierre Delanoë | Toto Cutugno                           | 3:53 |
| 13. | Afrique adieu                                   | Michel Sardou                  | Jacques Revaux - Michel Sardou         | 6:39 |
| 14. | Les Deux Écoles                                 | Michel Sardou - Pierre Delanoë | Jacques Revaux                         | 3:48 |
| 15. | La Rivière de notre enfance (en duo avec Garou) | Didier Barbelivien             | Didier Barbelivien                     | 3:21 |
| 16. | Je vole                                         | Michel Sardou - Pierre Delanoë | Michel Sardou                          | 5:01 |

| 1.  | Musulmanes                                               | Michel Sardou                     | Jacques Revaux - Jean-Pierre Bourtayre | 6:17 |
| 2.  | La Vieille                                               | Michel Sardou - Gilles Thibaut    | Jacques Revaux                         | 3:21 |
| 3.  | Les Vieux Mariés                                         | Michel Sardou - Pierre Delanoë    | Jacques Revaux                         | 3:37 |
| 4.  | La Java de Broadway                                      | Michel Sardou - Pierre Delanoë    | Jacques Revaux                         | 4:06 |
| 5.  | Une fille aux yeux clairs                                | Michel Sardou - Claude Lemesle    | Jacques Revaux                         | 2:42 |
| 6.  | Dix ans plus tôt                                         | Michel Sardou - Pierre Billon     | Jacques Revaux                         | 4:55 |
| 7.  | Chanteur de jazz                                         | Michel Sardou - Jean-Loup Dabadie | Jacques Revaux - Jean-Pierre Bourtayre | 4:41 |
| 8.  | Aujourd'hui peut-être (extrait du live Bercy 91)         | Marcel Sicard                     | Paul Durand                            | 5:14 |
| 9.  | Être une femme 2010                                      | Michel Sardou                     | Jacques Revaux - Laurent Wolf          | 3:30 |
| 10. | Les Villes de solitude                                   | Michel Sardou - Pierre Delanoë    | Jacques Revaux                         | 4:00 |
| 11. | Salut                                                    | Michel Sardou - Jean-Loup Dabadie | Jacques Revaux - Jean-Pierre Bourtayre | 6:15 |
| 12. | Comme d'habitude                                         | Gilles Thibaut - Claude François  | Jacques Revaux - Claude François       | 4:05 |
| 13. | Le France (version 2012)                                 | Michel Sardou - Pierre Delanoë    | Jacques Revaux                         | 3:57 |
| 14. | Afrique adieu (version 2012)                             | Michel Sardou                     | Jacques Revaux - Michel Sardou         | 3:17 |
| 15. | La Maladie d'amour (version 2012)                        | Michel Sardou - Yves Dessca       | Jacques Revaux                         | 3:29 |
| 16. | Vladimir Ilitch (version 2012)                           | Michel Sardou - Pierre Delanoë    | Jacques Revaux - Jean-Pierre Bourtayre | 4:24 |
| 17. | Je viens du sud (version 2012, en duo avec Les Stentors) | Michel Sardou - Pierre Delanoë    | Jacques Revaux                         | 3:37 |